# Кохання (фільм, 1948)
«Кохання» (італ. L'Amore) — кінофільм режисера Роберто Росселліні, що вийшов на екрани в 1948 році. Стрічка брала участь в конкурсній програмі Венеційського кінофестивалю і отримала премію Нью-Йоркського кола кінокритиків за найкращий іноземний фільм, а виконавиця головної ролі Анна Маньяні була відзначена премією «Срібна стрічка» за найкращу жіночу роль.

## Сюжет
Фільм складається з двох не пов'язаних одна з одною частин. У першій частині, «Людський голос» (італ. Una voce umana), заснованій на однойменній п'єсі Жана Кокто (фр. La Voix humaine), в кадрі присутня лише Анна Маньяні. Її героїня — жінка на межі нервового зриву, що чекає дзвінка від свого коханого. Коли він, нарешті, дзвонить, з розмови стає зрозуміло, що він пішов до іншої. Незважаючи на те, що героїня обіцяє бути сильною, поступово емоції беруть гору; вона навіть розповідає коханому, що днями намагалася накласти на себе руки.
Друга частина, «Чудо» (італ. Il miracolo), розповідає про напівбожевільну пастушку Нанніні у виконанні Анни Маньяні. Вона визнає святого Йосипа у випадковому подорожньому (його грає Федеріко Фелліні), який пригощає її вином. Через деякий час стає відомо, що вона вагітна. Нанніні сприймає дитину як божественний дар, однак народ в містечку не надто вірить в те, що батьком є сам святий Йосип, і періодично знущається над пастушкою. Образившись на всіх, жінка йде в гори, де в покинутому монастирі й народжує дитину.